# ليلى صايا
ليلى صايا كاتبة سورية وعضو اتحاد الكتاب العرب وعضو جمعية القصة والرواية، تحمل إجازة فلسفة ودبلوم في التربية، ودبلوم في التأهيل التربوي من جامعة حلب. وُلدت في محافظة اللاذقية بسوريا عام 1933، وَدرست في بلدتها ثم عملت مُدرسة فيها، وبعد ذلك قدمت إلى حلب فتزوجت القاص السوري جورج سالم، فصار اسمها «ليلى صايا سالم»، وبعد ذلك تقاعدت ليلى من عملها وأقامت في إيطاليا مع وَلديها.
عملت ليلى على ترجمة «الملكة والمتمردون» 1963، فكان أول إنتاج لها راجعه زوجها جورج سالم، وقد نالت عدة جوائز في مجال القصة.

## مؤلفاتها
مالت ليلى إلى كتابة قصص الأطفال، فأصدرت مجموعة من القصص، منها:
- نجم لسامر (1977).
- القط الكسلان (1981).
- البلاد الجميلة (1978).
- أوراق من الأرض المحتلة (1978).
- الفرح (1979).
- رحلة حمار يدعى غندور (1981).
- حكايات الملوك والرعاة (1985).
- مذكرات طيار (1985).
- سلمى سيدة الغابة الصغيرة (1987).
- الغيمة لاتمطر ألعاباً قصة دار الحدائق (1996).
- السلحفاة الحكيمة.
- انطلق يا بساط الريح.
- الملك الطيب والحطاب.
- ياسمين ونجم الدين.
- الفارس الملثم.
- سلمى وعازف الناي.
- معركة الخراف.
- غندور والحطاب قصة.
- أرنوب يحب العسل.

## روابط خارجية
- ليلى صايا على جود ريدز.
- ليلى صايا على موقع أبجد.